# De Cuserstraat 3
De Cuserstraat 3 te Amsterdam is een gebouw, dat in 2014 tot rijksmonument is verklaard. Het gebouw staat aan de De Cuserstraat op de hoek met de Buitenveldertselaan. 
Het hoekige gebouw in Buitenveldert is ontworpen door Marius Duintjer en zijn medewerker Dick van der Klei. Charles Karsten ontwierp de "kletsmuurtjes". Onder het rijksmonument valt alleen de oorspronkelijke bebouwing waaronder een conciërgewoning. Het nieuwbouwgedeelte uit 2006 valt niet onder de bescherming. Het heeft een front dat deels het water in is gebouwd en een sterrenkoepel.
De besprekingen begonnen in 1958. De bouw werd in oktober 1960 aanbesteed als nieuwbouw voor Christelijk Streeklyceum Buitenveldert. In maart 1961 volgde de eerste heipaal Men verwachtte er twee jaar aan te moeten bouwen, de opening vond plaats in juni 1963. Het oorspronkelijke gebouw was circa 100 meter breed en heeft aan beide zijden van de middenhouw twee vleugels, ongelijk van lengte. Het werd gebouwd in de tijd van open-luchtscholen, hetgeen terug te vinden was in de grote openslaande deuren van sommige lokalen. Voor de creatieve vakken zoals tekenen waren de lokalen hoog uitgevoerd met grote raampartijen. Opvallend is dat de gevel opgevuld is met baksteen, glazen bouwstenen en raampjes met de afwijkende afmeting 0,75 bij 0,75 meter. Er konden in beginsel rond de 800 leerlingen plaatsnemen. De sterrenwacht, betaald door ouders en leraren, werd najaar 1962 geplaatst; men verwachtte hier aan de rand van Amsterdam weinig last van nachtlicht. 
Ten tijde van de opening werd om de hoek gebouwd aan een andere creatie van Duintjer; een kerk voor de Pinkstergemeente aan de Van Boshuizenstraat.
Het gebouw was al in 2006 aangewezen als gemeentelijk monument en kwam voor op de lijsten "Amsterdamse Top-100 Jonge Monumenten" en even later op de "Landelijke Top-100 Jonge Monumenten" en "Beschermingsprogramma Wederopbouw 1959-1965" (2013/2014). Het is verreweg het grootste gebouw in de straat; er zijn daaraan alleen nog stadsvilla’s gebouwd en rijtjeswoningen.
In 2025 benoemde architectuurjournalist Jaap Huisman het tot een van de vijf verborgen pareltjes (architectuur) in Amsterdam.

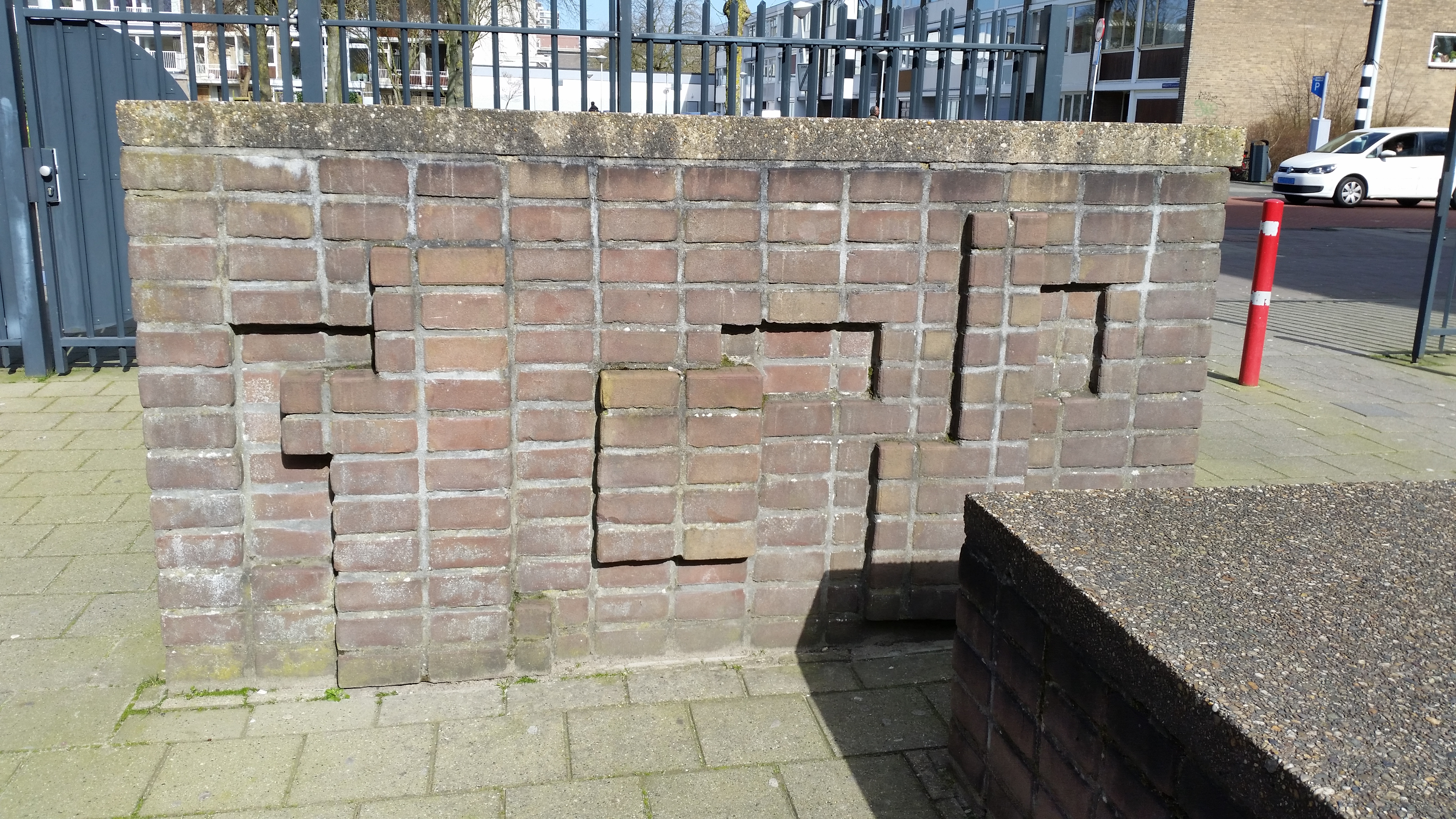
"Kletsmuurtje' van Karsten (maart 2020

1. ↑  Remco de Ridder en Jaap Huisman, 5 verborgen parels. Het Parool/parool.nl (3 juni 2025). Geraadpleegd op 20 juni 2025.